# Чугуївська оперативна група
Чугуївська оперативна група (рос. Чугуевская оперативная группа) — оперативна група радянських військ, що діяла у складі 1-го Далекосхідного фронту за часів Радянсько-японської війни.

## Історія
До 18 квітня 1945 року Чугуївська оперативна група іменувалася Приморською групою Далекосхідного фронту. До її складу входили дві стрілецькі дивізії (335-та і 355-та), три укріплених райони (150-й і 162-й і Володимирсько-Ольгинській). 9 серпня 1945 року 335-та стрілецька дивізія була передана в оперативне підпорядкування командувача Тихоокеанським флотом. Оперативна група підтримувалася 16-ю змішаною авіадивізією зі складу ВПС флоту.
Наприкінці травня — початку червня 1945 року частини Приморської групи Далекосхідного фронту здійснили перехід через хребет Сіхоте-Алінь до Примор'я. Передислокація війська припала на час танення снігів у горах і розливу річок. По майже непрохідних місцях радянські війська здійснили багатоденний перехід на 350 кілометрів і зайняли рубежі біля узбережжя Японського моря.
5 серпня 1945 року в рамках підготовки до радянського вторгнення до Маньчжурії у складі 1-го Далекосхідного фронту РСЧА була створена Чугуївська оперативна група. Головним завданням цієї групи була протидесантна оборона приморського узбеження Далекого Сходу від можливої висадки японських морських десантів. Зважаючи на стратегічне значення цього напряму, крім Чугуївської оперативної групи, тут були зосереджені радянські сили в складі 1-ї Червонопрапорної, 5-ї, 25-ї, 35-ї загальновійськових і 9-ї повітряної армій, та 10-го механізованого корпусу.
У ході Харбіно-Гіринської операції війська Чугуївської оперативної групи діяли на забезпеченні берегової оборони Примор'я.

## Формування Чугуївської оперативної групи
| Назва                       | Сформована                          | У складі                | Час існування              | Бойовий шлях битви, операції, бої | Бойовий шлях битви, операції, бої | Склад                     | Подальша доля | Командувачі                  |
| Назва                       | Сформована                          | У складі                | Час існування              | Оборонні                          | Наступальні                       | Склад                     | Подальша доля | Командувачі                  |
| --------------------------- | ----------------------------------- | ----------------------- | -------------------------- | --------------------------------- | --------------------------------- | ------------------------- | ------------- | ---------------------------- |
| Чугуївська оперативна група | з військ 1-го Далекосхідного фронту | 1-й Далекосхідний фронт | 5 серпня — 30 вересня 1945 | Не брала участі                   | Маньчжурська → Харбіно-Гіринська  | окремі стрілецькі дивізії | розформована  | Парусинов П. О. Зайцев В. О. |